# القرعان
قرية القرعان هي إحدى القرى التابعة لمركز جرجا بمحافظة سوهاج في جمهورية مصر العربية، يتبعها أكثر من 24 نجع.
وحسب إحصاءات سنة 2006، بلغ إجمالي السكان في القرعان 19507 نسمة، منهم 9899 رجل و9608 امرأة.